# Erik Int
Erik Int (ur. 29 kwietnia 1991) – estoński zapaśnik walczący w stylu klasycznym. Zajął szesnaste miejsce na mistrzostwach Europy w 2020. Brązowy medalista mistrzostw nordyckich w 2018 roku.